# 강청희
강청희(姜淸曦, 1964년 6월 29일 ~)은 대한민국의 의사, 정치인으로, 문재인 정부 시절 한국공공조직은행장을 지냈고, 현재 더불어민주당 서울특별시당 강남구 을 지역위원장을 맡고 있다.

## 학력
- 대신고등학교 졸업
- 연세대학교 원주캠퍼스 원주의과대학 의학 학사
- 연세대학교 대학원 의학 석사

## 경력
- 연세대학교 의과대학 강사, 외래교수
- 혜민병원 진료부장 , 흉부외과장
- 연세서울의원 원장
- 광진구의사회 보험이사
- 광진구의사회 총무이사
- 서울특별시의사회 대의원
- 대한의사협회 총무이사
- 제38·39대 대한의사협회 상근부회장
- 제3대 대한의사협회 의료보험공제조합 이사장
- 용인 기흥구보건소장
- 국민건강보험공단 급여상임이사
- 한국보건의료포럼 대표
- 2021년 10월~2023년 2월: 제2대 한국공공조직은행장
- 2024년 3월~2024년 6월: 더불어민주당 대변인
- 2024년 3월~: 더불어민주당 정책위원회 부의장
- 2024년 5월~: 더불어민주당 서울특별시당 강남구 을 지역위원회 위원장
- 2024년 10월~: 더불어민주당 서울특별시당 직능위원장
- 2024년 10월~: 더불어민주당 보건의료특별위원장

## 역대 선거 결과
| 실시년도 | 선거   | 대수 | 직책     | 선거구         | 정당         | 득표수   | 득표율          | 순위 | 당락 | 비고 |
| -------- | ------ | ---- | -------- | -------------- | ------------ | -------- | --------------- | ---- | ---- | ---- |
| 2024년   | 총선   | 22대 | 국회의원 | 서울 강남구 을 | 더불어민주당 | 50,663표 | \| \| 41.42% \| | 2위  | 낙선 |      |
|          | 41.42% |      |          |                |              |          |                 |      |      |      |